# ウッディ・ジョンソン
ロバート・ウッド・ジョンソン4世（Robert Wood "Woody" Johnson IV、1947年4月12日- ）は、アメリカ合衆国ニュージャージー州ニューブランズウィック出身の実業家。慈善事業家。ジョンソン・エンド・ジョンソンを設立したジョンソン三兄弟の一人の曾孫。2000年より、NFLチームのニューヨーク・ジェッツの共同オーナー。2017年から2021年まで在イギリスアメリカ合衆国大使を務めていた。

## 来歴
ジョンソン・エンド・ジョンソンの会長を後に務めるロバート・ウッド・ジョンソン3世の子として5人兄弟の1人として生まれた。ミルブルック・スクール、アリゾナ大学を卒業した。外交問題評議会の一員でもある。
2000年1月11日にニューヨーク・ジェッツを6億3500万ドルという当時アメリカのプロスポーツ史上3番目となる高額で買収した。これは多くのアナリストが予想した額よりも1億ドル高い金額であり、1996年の1勝15敗という成績から再建途上にあること、少ない収入しか見込めないジャイアンツ・スタジアムを賃貸している状況で2億5000万ドル程度の価値しかないとも報道された。
球団買収後、彼はウェストサイド・スタジアムの建設に向けて尽力したが2005年7月6日の国際オリンピック委員会総会でニューヨーク市が2012年オリンピックの招致に敗れたため計画は頓挫した。その後彼はメドウランズ・スタジアムの建設と移転計画を発表、2010年シーズンよりニューヨーク・ジャイアンツとともにチームは移った。スタジアムでの初の公式戦開催権はコイントスで行われその結果、ジャイアンツが最初の公式戦、ジェッツは翌日のマンデーナイトフットボールでの開催となった。コイントスの際に両チームの関係者が同席出来なかったことについて彼は不満をもらした。
2012年11月、ハリケーン・サンディの被害者支援にジェッツが50万ドルの寄付をすること、感謝祭の試合でもサポートを行うつもりであることを表明した。
2017年1月、ドナルド・トランプにより新政権の駐英大使に指名された。

## ギャラリー
- 揚陸艦ニューヨーク上のジョンソン（左）。2009年8月15日撮影。
- ミシェル・ジュダ国務次官と（2019年3月11日）
- イギリスのリズ・トラス国際貿易大臣と（2019年9月13日）

## 家族
1977年に元ファッションモデルのナンシー・セイルと結婚し、3人の子供をもうけたが2002年に離婚、彼女は元NFL選手でスポーツキャスターのアーマド・ラシャドと再婚した。娘のケイシー・ジョンソンは2011年1月4日に糖尿病性ケトアシドーシスで亡くなっている。
2009年に元女優のスザンヌ・イルチャと再婚し2人の間にも2人の子供がいる。

## 政治スタンス
共和党支持者であり2000年大統領選挙ではジョージ・W・ブッシュを2008年大統領選挙ではジョン・マケインを支持しミネソタ州で行われた共和党全国大会では最大の資金援助を行っている。2016年大統領選挙では当初ジェブ・ブッシュ陣営の財務責任者を務めていたが、ブッシュ撤退後の5月にトランプ支持を表明し、トランプ当選後は駐英大使に指名された。

## 慈善事業
これまでに、若年糖尿病基金会長、皮膚結核研究連合会長、ロバート・ウッド・ジョンソン・ 慈善信託の管財人などを務めている。